# Nikolaï Petrovitch Petrov
Nikolaï Petrovitch Petrov (Николай Петрович Петров), né le 6 (18) septembre 1834 à Saint-Pétersbourg et mort en Italie à Ariccia le 1er (13) juillet 1876, est un peintre russe du XIXe siècle qui participa à la révolte des Quatorze, le 9 novembre 1863, et qui fut enseignant à  l'artel des artistes et ensuite académicien de l'Académie impériale des beaux-arts. C'est un peintre spécialiste de scènes de genre.

## Biographie

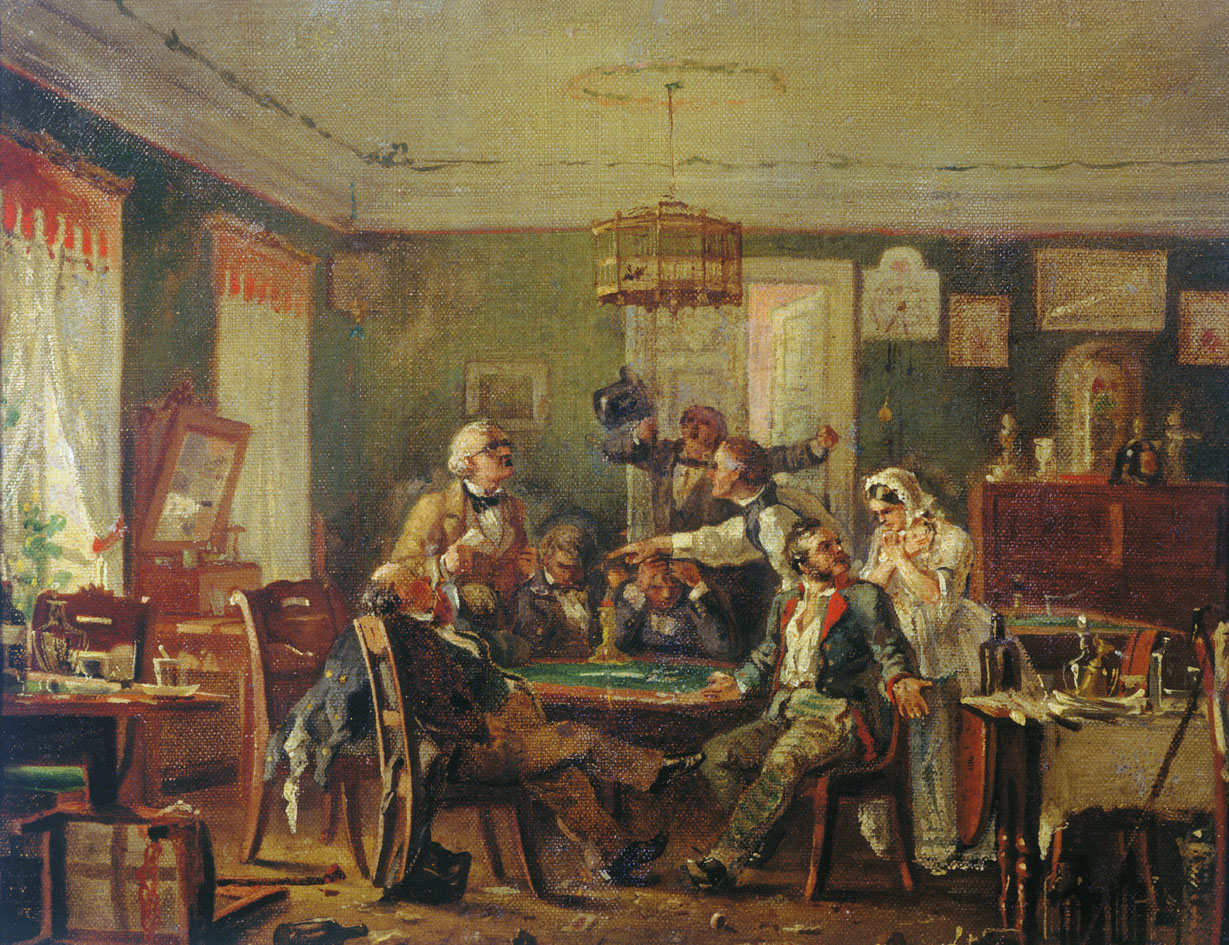
La Partie de cartes (Musée Russe)

Petrov est le fils de petits bourgeois de la capitale impériale. Il étudie à l'école de l'Académie impériale des beaux-arts, notamment dans la classe du professeur Markov (1802-1878). Il reçoit une petite médaille d'argent en 1858 pour un dessin d'après nature et l'année suivante une petite médaille d'argent pour son tableau L'Atelier du peintre qui obtient un certain succès à l'exposition de l'Académie. Une grande médaille d'argent lui est décernée en 1860 pour Trois moujiks de la fable de Krylov. Il ne reçoit sa petite médaille d'or qu'en 1862 (après avoir concouru sans succès l'année précédente) pour La Demande en mariage d'un fonctionnaire pour la fille d'un tailleur, tableau qui est considéré comme son travail le meilleur. Il fait partie de la révolte des Quatorze en 1863 et il est expulsé en conséquence du concours de la grande médaille d'or. Il participe ensuite à l'artel des artistes et reçoit de nombreuses commandes. Il peint ainsi des œuvres religieuses pour l'église luthérienne de Cronstadt et plusieurs églises à Ostrogojsk, Oskol, Ekaterinodar, dans le gouvernement de Koursk, dans le Caucase, etc.
Petrov se fait également connaître comme portraitiste de différents membres de la famille impériale, du comte D. Tolstoï, du comte Panine, etc. Il grave également deux eaux-fortes Portrait du concierge de l'artel des artistes, à la perspective Nevski et Garçonnet dessinant sur le mur de la maison.
Il est nommé académicien en 1867 pour Le Paysan miséreux et Le Rassemblement à l'église. Il se lance ensuite dans l'enseignement. Il est victime de la phtisie en 1873 et part se soigner en Italie, où il en profite pour étudier la peinture italienne. Il y peint plusieurs tableaux, mais son état de santé empire. Il meurt le 13 juillet à Ariccia, près de Rome.
Il est enterré au cimetière des non-catholiques du Testaccio à Rome, où sont également inhumés les peintres russes Karl Briullov, Pimène Orlov, Pavel et Alexandre Svedomski.